# Brienne-la-Vieille
Brienne-la-Vieille település Franciaországban, Aube megyében. Lakosainak száma 386 fő (2022. január 1.). Brienne-la-Vieille Brienne-le-Château, Chaumesnil, Crespy-le-Neuf, Dienville, Mathaux, Morvilliers, Petit-Mesnil, Radonvilliers és La Rothière községekkel határos.

## Népesség
A település népességének változása:
| Lakosok száma | 456  | 486  | 447  | 443  | 456  | 446  | 423  | 411  | 402  | 386  |
|               | 1968 | 1982 | 1990 | 2006 | 2013 | 2015 | 2017 | 2019 | 2020 | 2022 |